# Masami Kubota
Masami Kubota (Prefectura de Osaka, Japón, 6 de diciembre de 1931) es un gimnasta artístico japonés, ganador de tres medallas olímpicas en Melbourne 1956.

## Carrera deportiva
En las Olimpiadas de Melbourne 1956. Kubota ganó la medalla de plata en barras paralelas —tras el soviético Viktor Chukarin—, también plata en el concurso por equipos —tras soviéticos y delante de los finlandeses que consiguieron el bronce— y bronce en anillas, tras los soviéticos Albert Azaryan, Valentín Murátov y empatado con su compatriota el japonés Masao Takemoto.